# Rebollet
|  | Aquest article tracta sobre un municipi de la Fenolleda. Si cerqueu l'antic municipi de la Safor, vegeu «La Font d'en Carròs». |

Rebollet (l'endònim occità és Rebolhet i el topònim oficial en francès, Rabouillet) és un municipi de la comarca de la Fenolleda, al departament dels Pirineus Orientals. És una de les comunes franceses del cantó de la Vall de l'Aglí (nou agrupament de municipis fruit de la reestructuració cantonal feta amb motiu de les eleccions cantonals i departamentals del 2015).

## Geografia

Població 1962-2008

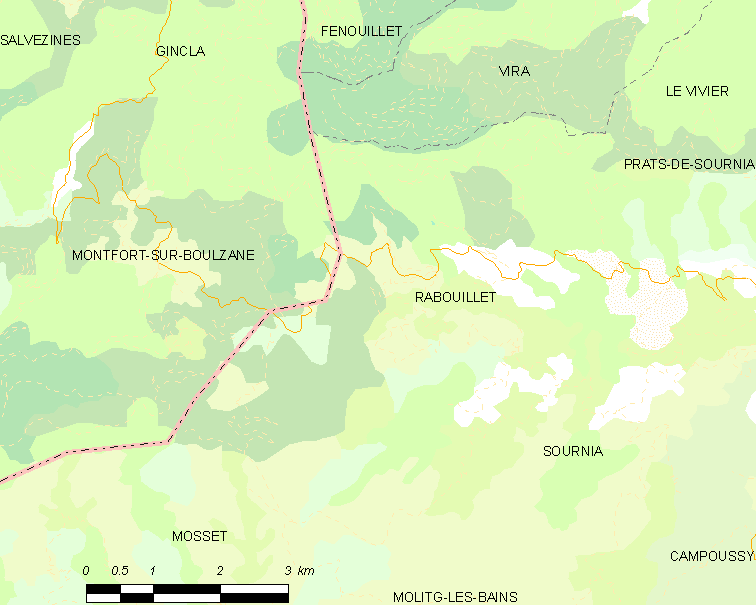
Mapa de la comuna de Rebollet

El terme municipal de Rebollet s'estén a l'extrem SW del sector de la Fenolleda, a la capçalera de l'Adasig i als vessants septentrionals de la gran carena limítrofa amb el Conflent. Comprèn el poble de Rebollet com a únic nucli de població agrupada i l'antic veïnat de Plalhobí. Limita amb els termes de Montfort i Ginclà (W. dins el sector de Fenolleda del departament de l'Aude,a la Vall de Santa Creu), amb els de Virà (N), el Viver (NE), Sornià (E i SE) i amb el de Mosset (S), aquest ja del Conflent. El principal eix de comunicació és la carretera procedent de Puillorenç i de tota la vall de Santa Creu que passa pel poble i arriba a Sornià, on enllaça amb la D-619, de Sant Pau de Fenollet a Prada.

### El poble
El poble de Rebollet es troba a 750 m d'altitud, enlairat a l'esquerra de l'Adasig, centrat per l'església parroquial de Sant Esteve; l'edifici sembla del final del període romànic (en resta un absis), però totalment reformat i del començament del segle XVIII; el campanar és de torre de planta quadrada i a l'interior hi ha retaules barrocs de fusta esculpida (segles xviii i xix), entre els quals el de Sant Sebastià. Prop de l'església hi ha les escasses restes o vestigis de l'antic castell de Rebollet. Un terç de les cases són utilitzades com a residències secundàries.
L'antic veïnat de Plalhobi és a l'extrem de ponent, prop dels límits amb Montfort, sota el pic de la Roqueta; esmentat de del segle X (Plaido Lupino el 958, Pleitlubi el 1142), el primer terme d'aquests dues formes antigues sembla tenir el sentit "tribunal" (placitum), fet que pot fer pensar que fou un lloc d'administració de justícia.

### El relleu
El territori, molt muntanyós, assoleix grans altituds, especialment a la banda de migdia i de ponent, zona granítica dins el gran massís de Queragut-Millars, amb lloms planers i superficies d'aplanaments esgraonades. De la carena que surt del Tuc Dormidor, la serra d'Escales, separació amb el Conflent, té a cims culminants la Creu de Marquixanes (1 339 m), i de la carena que a ponent és limítrofa amb la vall de Santa Creu, es destaquen el pic de la Roqueta (1 436 m) i el Serrat Naut (1 310 m). D'aquest darrer, a l'extrem NW, surt el serrat de Los Escampèls fins al coll de l'Espinàs (NE), divisòria entre les valls de la Bolzana i el de l'Adasig. Aquest corrent (afluent de l'Aglí a Ansinyà) neix entre el pic de La Roqueta i la Creu de Marquixanes i forma l'eix (en direcció SW-NE) del territori; n'és afluent de capçalera la ribera de La Ferrèra, que neix del roc de les Quaranta Creus i forma el límit municipal amb Sornià; un i altra corren profundament encaixats.
Al nivell del poble, corre en direcció E-W un sector de la gran falla que limita al nord la zona axial pirinenca de la coberta secundària marmoritzada a la qual pertanyen els vessants del sinclinal enlairat de Roca de Boissavila. Al sud del terme dominem les brolles de l'estatge montà i alguns claps de boscs de roures, i alguns pins i faigs a la part més alta de la vall de l'Adasig; al nord, s'estén el bosc de Rebollet, comunal, amb una franja de roures a la base i després un fageda i una avetosa, de les més conegudes i magnífiques de la Catalunya Nord; aquest bosc forma part de l'àrea forestal de Boissavila, mentre que la part SE forma part del bosc de Sauvanera.

### La pagesia
La superfície agrícola útil (un 18 % del total del territori, després d'un augment de finals de 1970, degut a la reutilització de brolla i erms per a pasturatge) és de 339 ha (en unes 30 explotacions). La vinya ocupa 27 ha (de les quals només 3 de denominació d'origen controlada i 24 d'altres vins (1981), els arbres fruites 5 ha (4 de pomeres), les hortalisses 6 ha, el cereals també 6 ha i els pasturatges i farratges 284 ha. Tradicionalment l'activitat ramadera ha estat la primordial i encara hi un cens considerable de caps de boví, d'oví i de cabrum, i algunes restes d'equí.

## Història
El 1188 Hug de Sornià, en professar a l'Orde del Temple, li donà, entre altres béns, la seva honor de Rebollet (villa Reboleti) amb l'església de Sant Esteve; així els templers del Masdeu esdevenien mestres de tot aquest territori, ja que el 1142 el vescomte Udalgar II de Fenollet els havia donat en alou tot el bosc de Matapenista, entre el torrent de Prucencher (avui de La Ferrèra) i l'Adasig (flumine de Adadig), limitat al N pel camí que anava d'Arçà a Plalobí (Pleilubi) i a la ribera de l'Alba (ad aguam Albam), és a dir a la vall de Montfort, aleshores denominada valle Alba. Tanmateix, al segle xiv, Rebollet esdevingué centre de la baronia de Rebollet, que comprenia, entre d'altres, els llocs i castells de Rocaverd, Sequera, Prats i Trevillac, i que es trobava en mans d'una branca de la família Perapertusa, que heretà la baronia de Jóc el 1459 i conservà una i altra baronia fins a la Revolució Francesa. El darrer titular era aleshores Pedro Pablo Abarca de Bolea (que tenia entre els seus cognoms els de Ximenes de Urrea, Ponce de Mendoza, Bournonville, Perapertusa, Erill i Orcau), el famós comte d'Aranda (i vescomte de Jóc i baró de Rebollet entre molts altres títols), gran d'Espanya, que tingué un rol polític important en la monarquia espanyola.

## Alcaldes
| Alcalde         | Període     |
| --------------- | ----------- |
|                 |             |
| Gilbert Vignaud | 2001 - 2008 |
| Auguste Blanc   | 2008 -      |